# Feilbingert
Feilbingert település Németországban, Rajna-vidék-Pfalz tartományban. Lakosainak száma 1472 fő (2023. december 31.).

## Népesség
A település népességének változása:
| Lakosok száma | 1491 | 1549 | 1547 | 1485 | 1488 | 1472 |
|               | 1975 | 2017 | 2019 | 2021 | 2022 | 2023 |